# 4 Księga Barucha
4 Księga Barucha, znana również jako Rzeczy Pominięte Jeremiasza (łac. Paralipomena Jeremiae) – pseudoepigraficzny apokryf Starego Testamentu zachowany jedynie w języku greckim. Przez Kościół etiopski 4 Księga Barucha zaliczana jest do kanonu Starego Testamentu (połączona jest z Listem Jeremiasza).

## Opis
Księga ma niejednolity charakter, co świadczy o tym, że była wielokrotnie edytowana przez różnych autorów. Pierwotnie została napisana w środowisku judaistycznym w języku hebrajskim lub aramejskim. Do czasów współczesnych zachowały się jedynie przekłady z tekstu greckiego, do którego zostały naniesione chrześcijańskie interpolacje dodane do tekstu przez chrześcijańskich kopistów. Baruch ukazany jest w niej nie tyle jako sekretarz proroka Jeremiasza, co wręcz jako pośrednik między Jeremiaszem a Bogiem. Zawarto w niej także ostrą krytykę zawierania przez Żydów związków małżeńskich z przedstawicielami narodów pogańskich.

## Treść
Utwór opowiada o zniszczeniu Jerozolimy przez Nabuchodonozora, o niewoli babilońskiej oraz o powrocie Żydów do Jerozolimy. Gdy Pan zapowiada Jeremiaszowi i Baruchowi zniszczenie miasta obaj prorocy zakopują naczynia liturgiczne pochodzące ze świątyni. Po zajęciu Jerozolimy wraz z mieszkańcami miasta Jeremiasz zostaje uprowadzony do Babilonu. Baruch zaś pozostaje w mieście wraz z cudem ocalałym Abimelekiem, sługą Jeremiasza. Po śnie Abimeleka trwającym 66 (lub 86) lat wysyłają oni do Jeremiasza orła z wiadomością, że Pan uwolni naród wybrany. Wówczas Jeremiasz powraca do Jerozolimy gdzie umiera. Wkrótce jednak zmartwychwstaje, aby głosić proroctwa o wcieleniu Syna Bożego. Jego proroctwa stają się powodem ukamienowania go przez niewdzięcznych rodaków.

## Tłumaczenia
Na język staro-cerkiewno-słowiański księga została przetłumaczona w X–XI w. Tekst zachował się w dwóch redakcjach. Najstarsze odpisy pierwszej redakcji reprezentuje Kodeks Uspienski oraz rękopis staroruski z XII–XIII w. Natomiast drugą redakcję reprezentuje zabytek starobułgarski z XII–XIII w., z którego zachowały się dwa fragmenty: jeden przechowywany w RNB, drugi w kodeksie nr 34 ze zbioru rękopisów biblioteki klasztoru św. Katarzyny na górze Synaj.